# Трехо, Оскар
О́скар Ги́до Тре́хо (исп. Óscar Guido Trejo; 26 апреля 1988, Сантьяго-дель-Эстеро, Аргентина) — аргентинский футболист, полузащитник клуба «Райо Вальекано».

## Карьера
Последний год молодёжной карьеры Оскар провел в академии футбольного клуба «Бока Хуниорс». В 2006 году Оскар Трехо получил предложение подписать с клубом профессиональный контракт, однако места в стартовом составе и на поле в целом ему гарантировать не могли. Оскар принял предложение, заключив с «Бока Хуниорс» первое профессиональное соглашение в карьере. За аргентинский клуб в течение года Оскар Трехо сыграл лишь в 1 матче, где отметился 1 забитым мячом.
В 2007 году Оскар Трехо получил признание своего таланта от клуба «Мальорка». Испанский клуб пожелал выкупить нападающего, а трансфер состоялся летом 2007 года. Сезон 2007/08 Оскар провел не совсем удачно. Ему пришлось сразиться с высокой конкуренцией в команде клуба «Мальорка», однако нападающий не смог отвоевать себе место в стартовом составе, изредка появляясь там и выходя на поле на замену.
В 2009 году Оскар Трехо отправился выступать за «Эльче», с которым игрок подписал договор аренды, а его длительность составила один сезон. В течение этого времени Трехо отличился в 34 матчах 4 забитыми мячами. Сезон 2009/10 в клубе «Эльче» оказался для нападающего очень важным, потому как игровая практика, которую он получал на протяжении сезона, помогла ему остаться в оптимальной игровой форме. Сезон 2010/11 Оскар Трехо также провел в качестве игрока аренды, на тот раз у клуба «Райо Валлекано». В этом клубе нападающий также являлся ключевым игроком в нападении, приняв участие в 40 матчах и забив 9 мячей.
В 2011 году Оскар Трехо распрощался со своим первым европейским клубом «Мальорка», отправившись на завоевание новых высот с клубом «Спортинг Хихон». Аргентинец уже на предсезонной тренировке продемонстрировал хорошие показатели, на основе которых главный тренер принял решение как можно чаще давать игрового времени Трехо по ходу сезона. Так и получилось, а нападающий принял участие в 33 матчах клуба «Спортинг Хихон», где он забил 4 мяча.

## Достижения
«Бока Хуниорс»
- Чемпион Аргентины: 2005 Апертура, 2006 Клаусура